# Petrus rupestris
Genre
Espèce
Statut de conservation UICN

 EN A2bd : En danger
Petrus rupestris, communément appelé Denté du Cap, est une espèce de poissons marins de la famille des Sparidae. C'est la seule espèce du genre Petrus (monotypique).